# Ruben Fleischer
Ruben Samuel Fleischer (Washington D. C., 31 de octubre de 1974) es un director, productor de cine  y televisión, director de vídeos musicales y director de anuncios estadounidense. Obtuvo reconocimiento al dirigir Zombieland (2009), su primer largometraje, y su secuela Zombieland: Double Tap (2019). También ha dirigido las películas 30 Minutes or Less (2011), Gangster Squad (2013), Venom (2018) y Uncharted (2022). Antes de dirigir largometrajes, Fleischer dirigió anuncios de televisión trabajando con marcas como Cisco, Eurostar, ESPN y Burger King, y vídeos musicales con artistas como M.I.A., Electric Six, DJ Format y Gold Chains.

## Biografía
Fleischer nació y creció en Washington D. C., hijo de Karen Lee (de soltera Samuel) y David Elliot Fleischer, médico de la Clínica Mayo de Arizona y profesor de medicina. Su hermano, Lucas, trabaja en nuevos medios de comunicación. Su padre nació en una familia judía, mientras que su madre se convirtió al judaísmo. Fleischer se educó en el judaísmo reformista.
Tras licenciarse en Historia por la Universidad de Wesleyan, Fleischer se trasladó a San Francisco, donde trabajó como autónomo de programador en HTML, sin saber qué quería hacer con su vida.

## Carrera
Siguiendo el consejo de su amigo Mike White (también graduado en Wesleyan), Fleischer trabajó como asistente en la oficina de guionistas de Dawson's Creek. Finalmente se dedicó a la dirección y se abrió camino en la industria, realizando vídeos musicales y anuncios de televisión antes de conseguir su primer largometraje, Zombieland, en 2009. Su segundo largometraje, 30 minutos o menos, se estrenó en cines el 12 de agosto de 2011.
Fleischer dirigió Gangster Squad, una película de acción y suspense de 2013, basada en el grupo táctico especial creado por el Departamento de Policía de Los Ángeles para combatir a la familia del crimen de Los Ángeles. A continuación dirigió Venom, una película sobre el personaje de Marvel Comics, Eddie Brock, protagonizada por Tom Hardy; se estrenó el 5 de octubre de 2018. 
En 2019, dirigió Zombieland: Double Tap, reuniendo a los cuatro protagonistas originales. En febrero de 2020, fue contratado para dirigir Uncharted], basada en la serie de videojuegos del mismo nombre.  En septiembre de 2022, fue contratado para dirigir Ahora me ves 3. 

## Filmografía

### Cine
| Año  | Título                 | Director | Productor |
| ---- | ---------------------- | -------- | --------- |
| 2009 | Zombieland             | Sí       | No        |
| 2011 | 30 Minutes or Less     | Sí       | No        |
| 2013 | Gangster Squad         | Sí       | Ejecutivo |
| 2014 | Two Night Stand        | No       | Sí        |
| 2017 | Unicorn Store          | No       | Sí        |
| 2018 | Venom                  | Sí       | No        |
| 2019 | Zombieland: Double Tap | Sí       | No        |
| 2022 | Uncharted              | Sí       | No        |